# Bateria aquosa

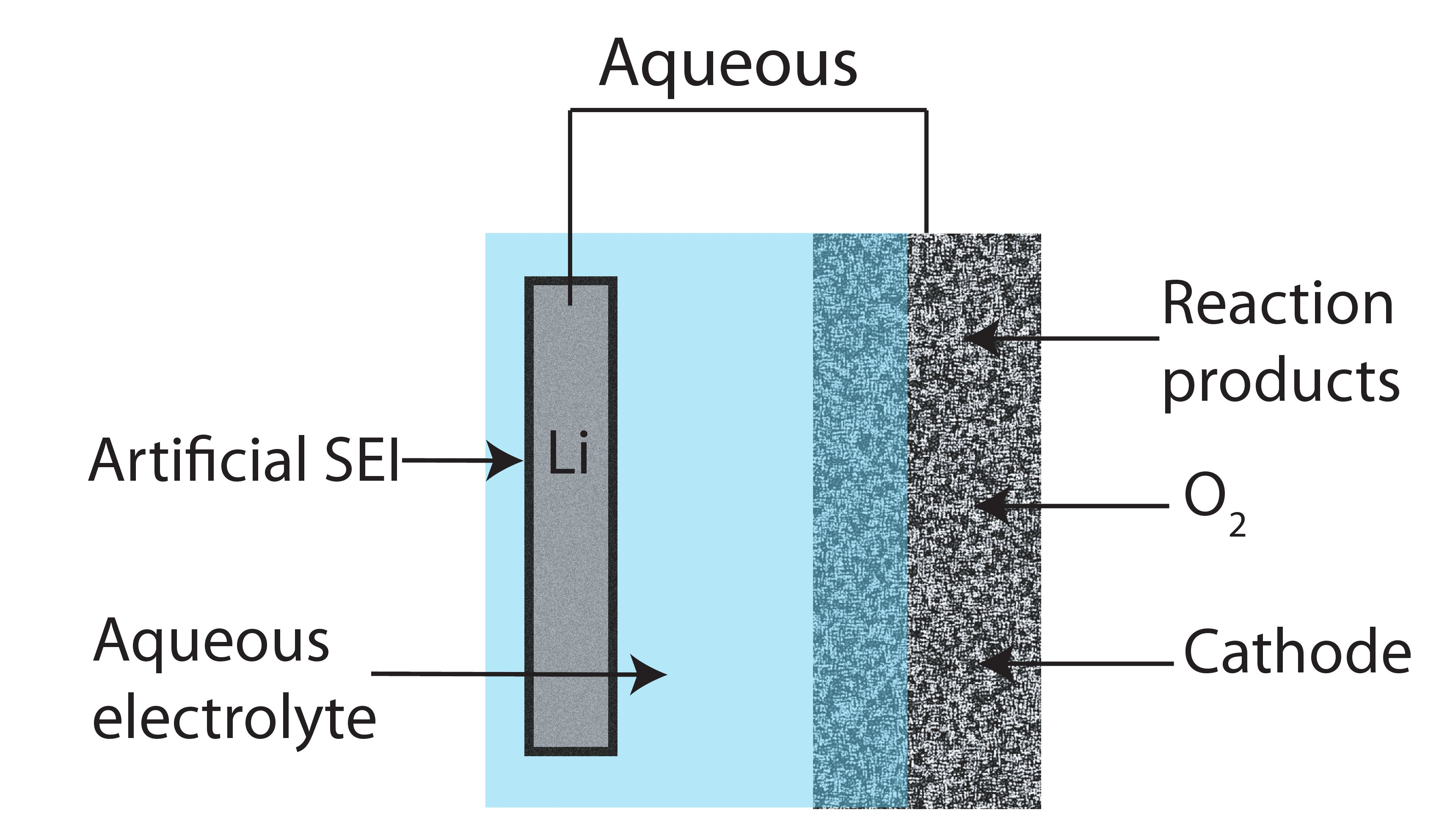
Disseny esquemàtic d'una bateria d'aire i liti de tipus aquós.

Una bateria aquosa és una bateria elèctrica que utilitza una solució a base d'aigua com a electròlit. Les bateries aquoses existeixen des de la dècada de 1860. Tot i que la majoria de dissenys no tenen la densitat d'energia ni el cicle de vida requerits pels casos d'ús típics (emmagatzematge a la xarxa i vehicles elèctrics ), generalment es consideren més segurs, fiables i relativament econòmics en comparació amb les bateries de ions de liti.  Fins a la dècada del 2010, les bateries aquoses també van trobar un nínxol en aplicacions d'alta potència com les eines elèctriques sense fil, però els avenços en la química dels ions de liti van permetre que les bateries d'ions de liti les substituïssin.

## Història comercial
La bateria de plom-àcid va ser inventada per Gaston Planté el 1859, tot i que la comercialització del disseny d'electròlit d'àcid sulfúric diluït va requerir vint anys de treball per part de múltiples inventors. Després de mig segle addicional, les bateries modernes regulades per vàlvula ("segellades") van aparèixer a la dècada del 1930.
Les piles alcalines van aparèixer per primera vegada a principis del segle xx, amb la substitució de les piles de níquel-cadmi per les de níquel-hidrur metàl·lic a la dècada del 1980 (la pila de níquel-hidrogen es va desenvolupar a la dècada del 1970 i encara s'utilitza als satèl·lits).
A principis dels anys 2020, les piles aquoses representaven la meitat del mercat de piles recarregables.

## Avantatges
En comparació amb les bateries de liti-ió, les aquoses tenen els següents avantatges:
- La seguretat i la fiabilitat estan relacionades amb la no inflamabilitat (a causa de l'alt contingut d'aigua; la bateria encara pot explotar si es sobreescalfa), l'alta tolerància a la manipulació mecànica incorrecta i la resistència a la sobrecàrrega (a causa del cicle d'oxigen);
- el baix cost es basa en matèries primeres barates (l'àcid sulfúric és molt econòmic en comparació amb, per exemple, l'hexafluorofosfat de liti), una fabricació que no requereix entorns sense oxigen, un mínim d'electrònica a causa de la seguretat i la fiabilitat inherents;
- La velocitat de reacció ràpida permet una càrrega i descàrrega més ràpides i proporciona consistència en tot l'interval de temperatura.[4]

## Desavantatges
En comparació amb les bateries de liti-ió tenen els següents inconvenients:
- una finestra electroquímica estreta: l'aigua comença a electrolitzar-se al potencial d'1,23 volts. Tot i que una elecció intel·ligent de materials pot ampliar la finestra a 2,3 V i utilitzant un electròlit d'alta concentració (anomenat electròlit d'aigua en sal) es pot ampliar la finestra a 3 V,  a la pràctica només les bateries de plom-àcid arriben als 2 V, i la resta de dissenys en producció estan limitats a un potencial lleugerament superior a 1 V, cosa que limita considerablement la densitat d'energia (les cèl·lules de Li-ion solen oferir 3,3–3,9 V). Les densitats d'energia volumètrica i màssica de les bateries de liti-ió són de 2 a 3 vegades millors;
- L'aigua, en ser un dissolvent agressiu, provoca la solvatació i dissociació dels components de la bateria i pot causar corrosió, cosa que limita l'elecció de materials i la vida útil de la bateria;
- el cicle de vida és un ordre de magnitud inferior.

## Recerca
Les bateries aquoses són objecte d'una extensa investigació al segle XXI (amb un augment "sorprenent" de publicacions des del 2015); les innovacions en materials des de principis de segle permeten un millor rendiment que el de les bateries aquoses "tradicionals" i podrien fer que aquestes bateries evolucionin cap a companyes de les de ions de liti en els camps del transport i l'emmagatzematge d'electricitat.
Tahir et al. identifiqueu les següents línies de recerca:
- bateria aquosa de ions de liti (LIAB). El primer prototip es va produir el 1994;
- bateria aquosa d'ions de sodi (SIAB);
- bateria aquosa d'ions de potassi (PIAB);
- bateria aquosa d'ions de zinc (ZIAB);
- bateria aquosa d'ions de magnesi (MIAB);
- bateria aquosa d'ions d'alumini (AIAB).